# Psyllotoxus inexpectatus
Psyllotoxus inexpectatus är en skalbaggsart som beskrevs av Martins och Maria Helena M. Galileo 1990. Psyllotoxus inexpectatus ingår i släktet Psyllotoxus och familjen långhorningar. Inga underarter finns listade i Catalogue of Life.